# Sebastianskirche (Salzburg)

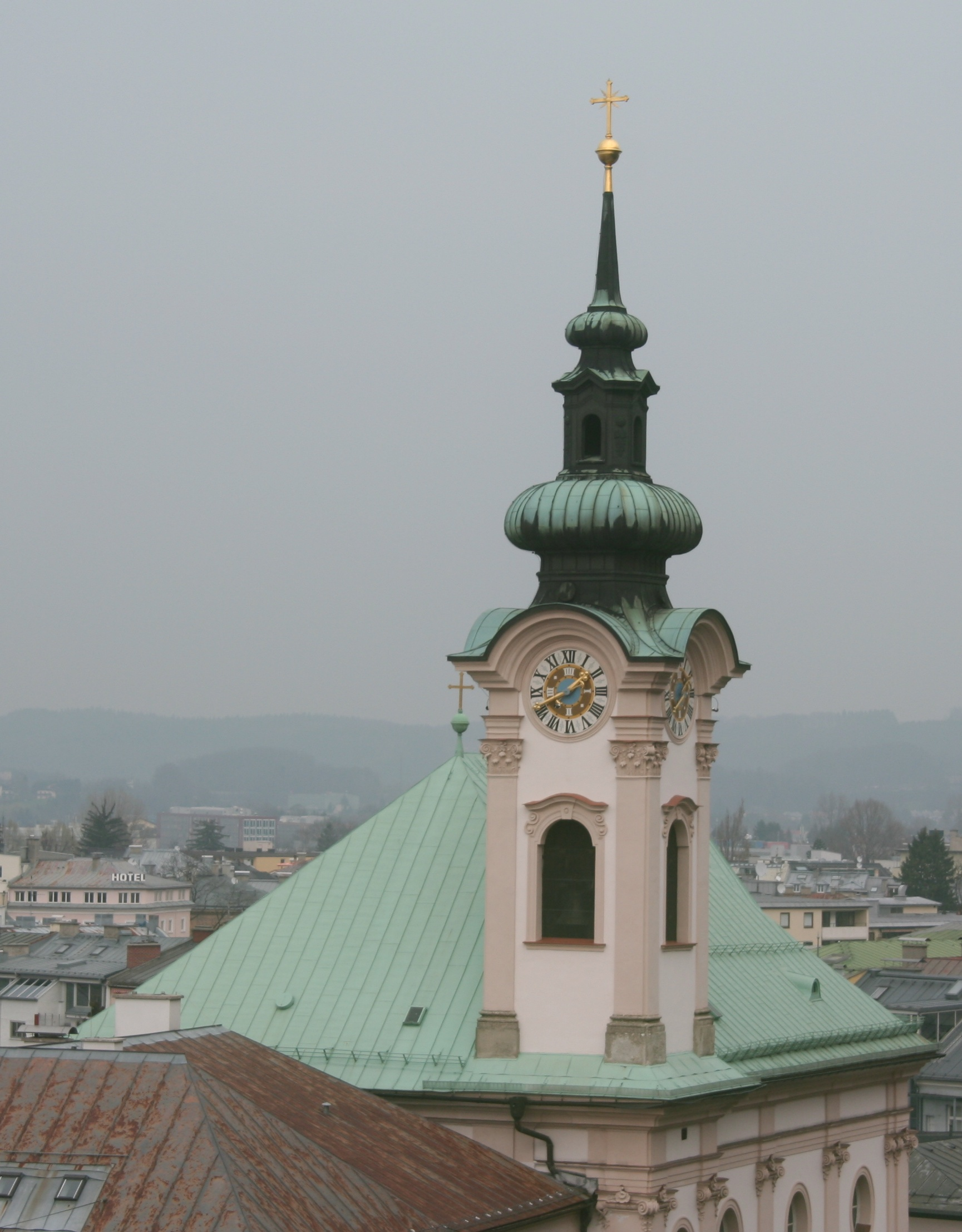
Die Sebastianskirche von Kapuzinerberg aus gesehen

Die römisch-katholische Sebastianskirche ist eine barocke Kirche in Salzburg an der Linzer Gasse, die zur Inneren Rechtsstadt oder Neustadt gehört. Die Kirche ist baulich mit dem Sebastiansfriedhof und dem St.-Sebastian-Bruderhaus verbunden. Das Patroziniumsfest wird am 20. Jänner, Sebastiani, begangen.

## Geschichte
Die erste Kirche ließ die Salzburger Sebastiansbruderschaft in den Jahren 1500–1512 als Bruderhauskirche errichten und 1511 konsekrieren. Sie lag damals außerhalb der Salzburger Stadtmauern neben einem Pestfriedhof, weswegen sie dem hl. Sebastian geweiht ist, der vor allem beim Auftreten der Pest angerufen wurde. Die später umgestaltete Kirche, die stets als Filiale von St. Andrä fungierte, wurde 1754 neu geweiht. Der Stadtbrand im Jahre 1818 zog den Bau stark in Mitleidenschaft, auch ein großes Deckenfresko und das Hochaltarbild, beide von Paul Troger, gingen verloren. Die Wiederherstellung der Kirche in vereinfachter Form dauerte bis 1821. Bei einem Luftangriff auf Salzburg, vermutlich der vom 22. November 1944, bei der das Alte Bruderhaus getroffen wurde, wurde die Kirche beschädigt, konnte aber bis Juli 1945 wieder hergestellt werden. 1861–1898 und 1944–1952 war sie Seelsorgskirche für die Stadtpfarre St. Andrä, weil in der Zeit kein Gotteshaus zur Verfügung stand.
Heute wird sie von der Priesterbruderschaft St. Petrus betreut, die hier das Rektorat St. Sebastian betreibt.

## Die Kirche in ihrer heutigen Gestalt

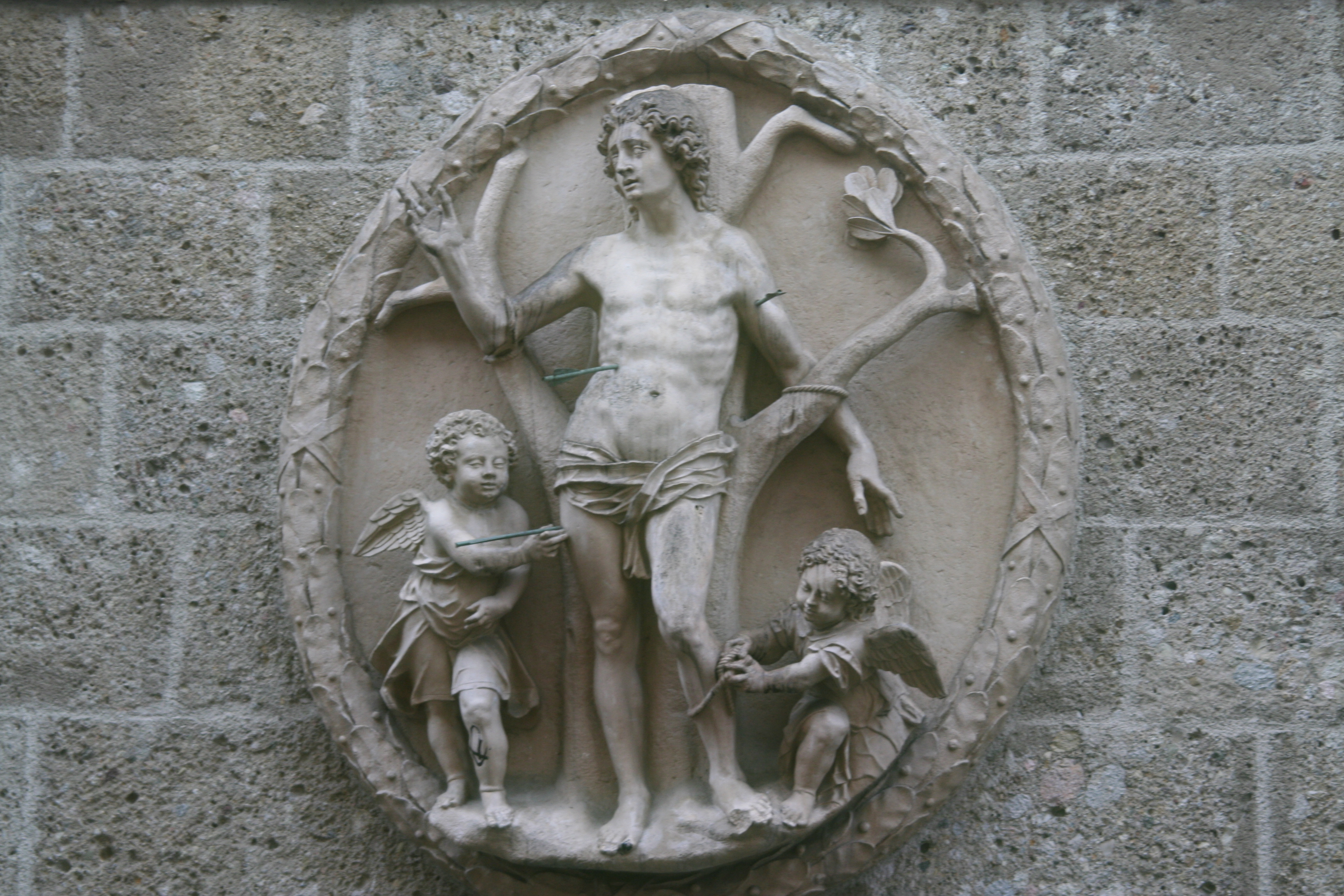
Sebastiansrelief an der Außenfassade

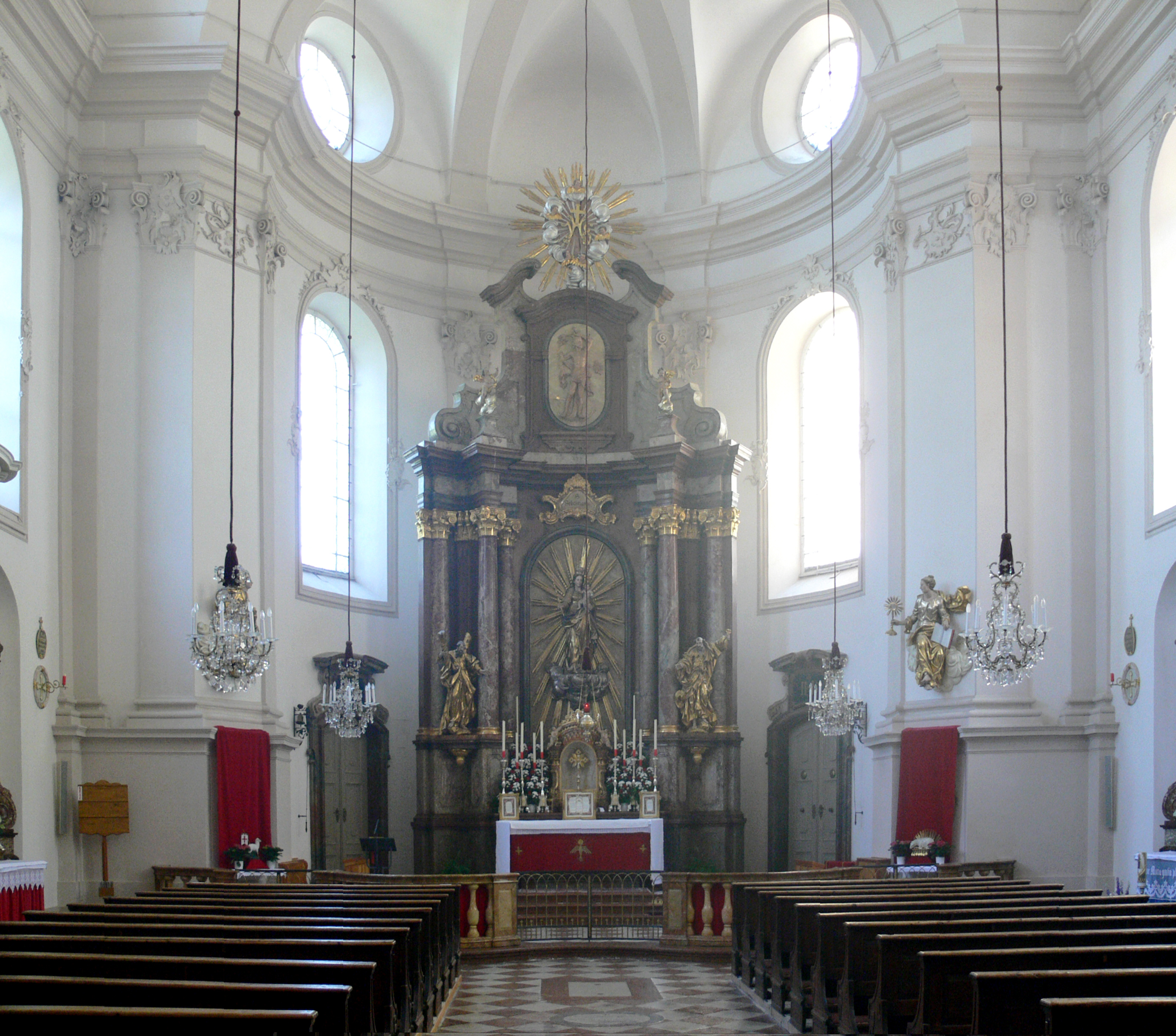
Innenansicht

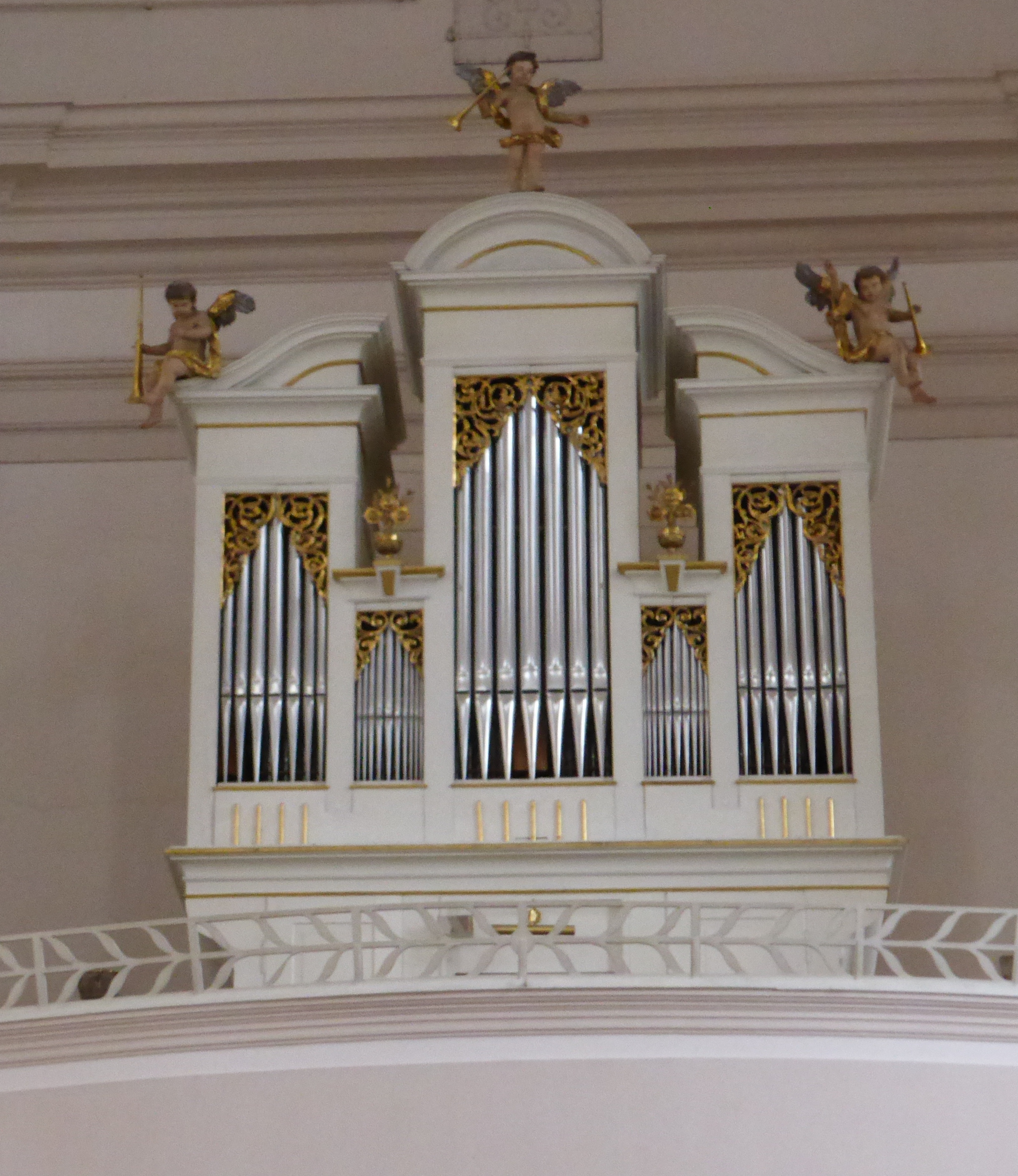
Karl-Mauracher-Orgel von 1829

Die Sebastianskirche ist ein tonnengewölbter, spätbarocker Saalbau, der 1749–1753 nach Plänen des Baumeisters Kassian Singer (1712–1759) entstand. Südlich der Kirche ist ein in die Linzer Gasse ragender Fassadenturm angebaut, den ein Zwiebelhelm mit Laterne krönt. Die Portale im Turm-Erdgeschoß und im Presbyterium wurden nach 1750 von Franz Anton Danreiter entworfen. Die Büste des Heiligen Sebastian beim Eingang wird Josef Anton Pfaffinger zugeschrieben. Die Figuren auf den Konsolen im Langhaus stammen aus der Mitte des 18. Jahrhunderts und stellen die hll. Andreas, Petrus und Paulus dar. Das Kruzifix in der Vorhalle und die Figur einer Mater Dolorosa stammen von Franz Seraphikus Nissl und entstanden um 1820.
Beeindruckend ist das 1752 geschmiedete Abschlussgitter unter der Musizierempore, in das eiserne Rosen, Ranken, Vasen und Muscheln verwoben sind. Es zählt mit dem Abschlussgitter der Peterskirche zu den Hauptwerken des Künstlers Phillipp Hinterseer.

## Ausstattung
Der Hochaltar wurde um 1750 geschaffen und nach dem großen Stadtbrand 1818 deutlich überarbeitet. Bei diesem Brand ging u. a. auch das frühere Altarbild des Heiligen Sebastian verloren. Die Statue der Strahlenmadonna und dem Kind wurde um 1610 geschaffen und entstammt dem Kreis um Hans Waldburger.
Die Altarblätter der vorderen Seitenaltäre zeigen die Heilige Familie (Johann Michael Sattler, 1821) und Maria Immaculata (Franz N. Streicher, um 1800). Die Altarblätter der mittleren Seitenaltäre (Hl. Donatus, Hl. Barbara) stammen von Sebastian Stief (1848), die der hinteren Seitenaltäre (Hl. Rochus, Hl. Florian) wurden 1821 von Johann Michael Sattler gemalt.
Die Kanzel zeigt auf dem Schalldeckel eine Darstellung von Moses, die um 1820 entstand.

## Orgel
Die Orgel ist ein Werk Karl Maurachers (1789–1844), der sie 1828 fertigstellte. Sie hat ein Manual und Pedal mit 12 Registern und ist fast vollständig erhalten. Sie ist die erste Orgel in der Stadt Salzburg, die mit einer chromatischen Klaviatur, ohne kurze Oktav, ausgestattet wurde.
Indirekt bekannt wurde Karl Mauracher für die Verbreitung des Weihnachtsliedes Stille Nacht, heilige Nacht, die zwischen 1818 und 1829 stattgefunden haben muss.
Disposition
| Manual: (54 Tasten C–f3) |       |
| Principal                | 8′    |
| Gedackt                  | 8′    |
| Gamba                    | 8′    |
| Dolce                    | 8′    |
| Octav                    | 4′    |
| Flöte                    | 4′    |
| Qinte                    | 2 ⁄3′ |
| Superoctav               | 2′    |
| Mixtur                   | 2′    |

| Pedal: (18 Tasten C–f0) |     |
| Subbass                 | 16′ |
| Oktavbass               | 8′  |
| Cello                   | 8′  |

- Koppeln: Pedalkoppel (1864 ergänzt)

## Kapelle St. Philippus Neri
Die an die Kirche angebaute ältere Kapelle, die dem Heiligen Philipp Neri geweiht ist, stammt aus dem Jahr 1684. Sie liegt nächst dem kurzen geraden Verbindungsweg durch das Kirchenportal und das hintere Kirchenschiff zu den Friedhofsarkaden. Sie besitzt eine eigene von toskanischen Pilastern gefasste Fassade. Das Abschlussgitter der Kapelle stammt aus der Mitte des 18. Jahrhunderts. Im Inneren findet sich eine kleine Kuppel, deren Fresko Wolfram Schöberl 1956 schuf. Das Altarbild des Heiligen Philippus Neri gestaltete Sebastian Stief in den Jahren nach 1818. Die Kapelle diente als Familien-Begräbnisstätte des Stadtbaumeisters Bartolomä Bergamin.

## Fotos des Portals

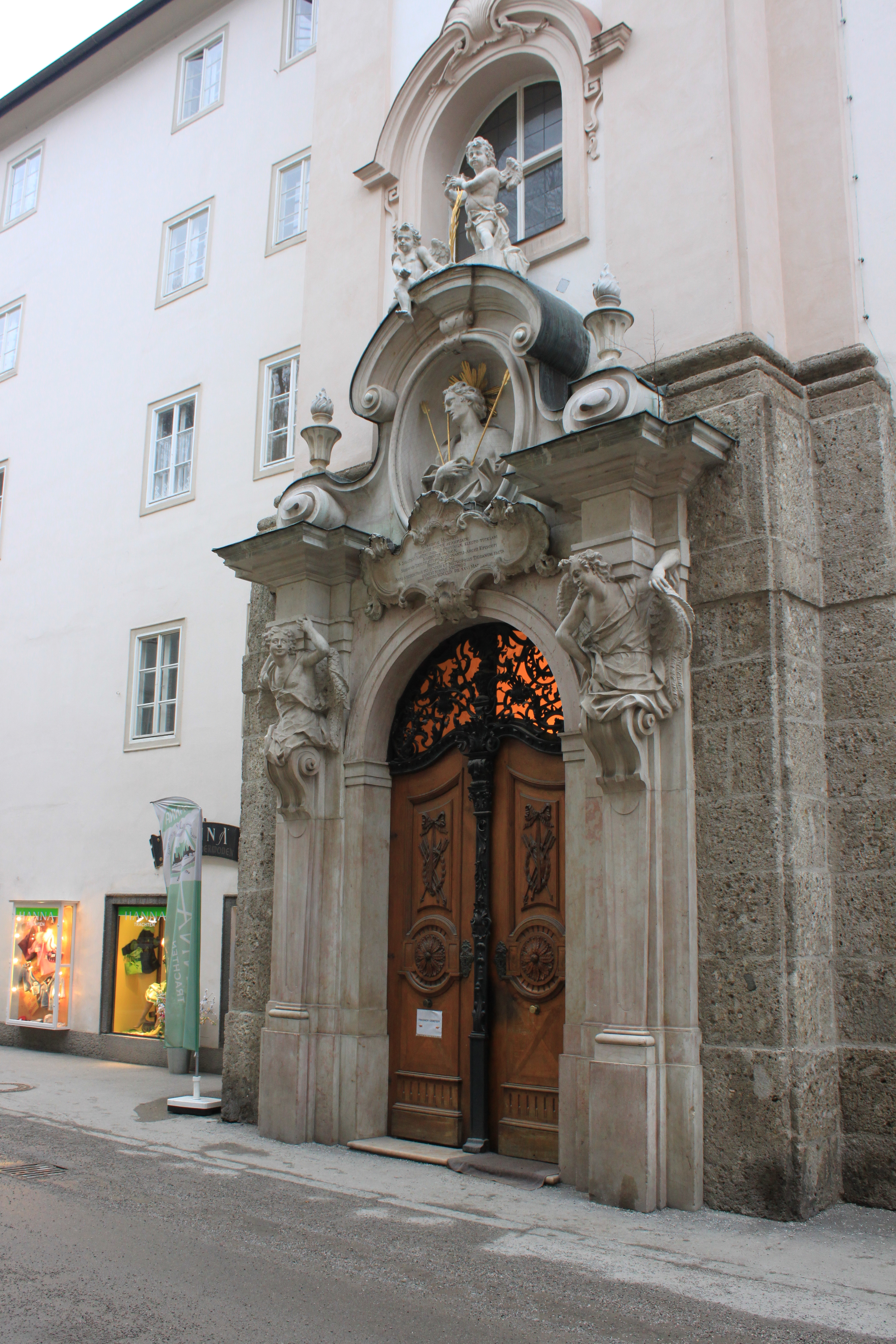
Das Portal an der Linzer Gasse
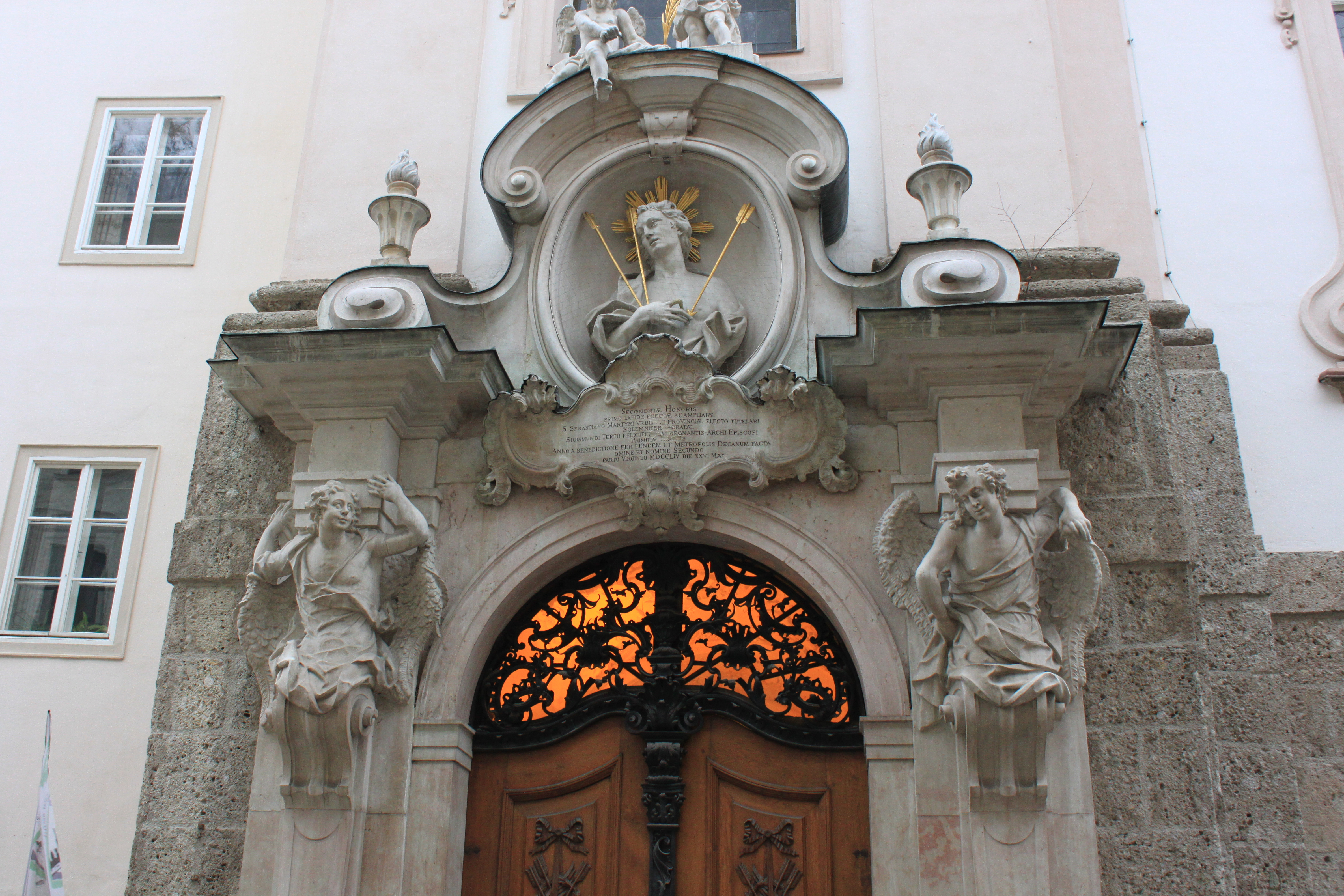
Oberer Teil
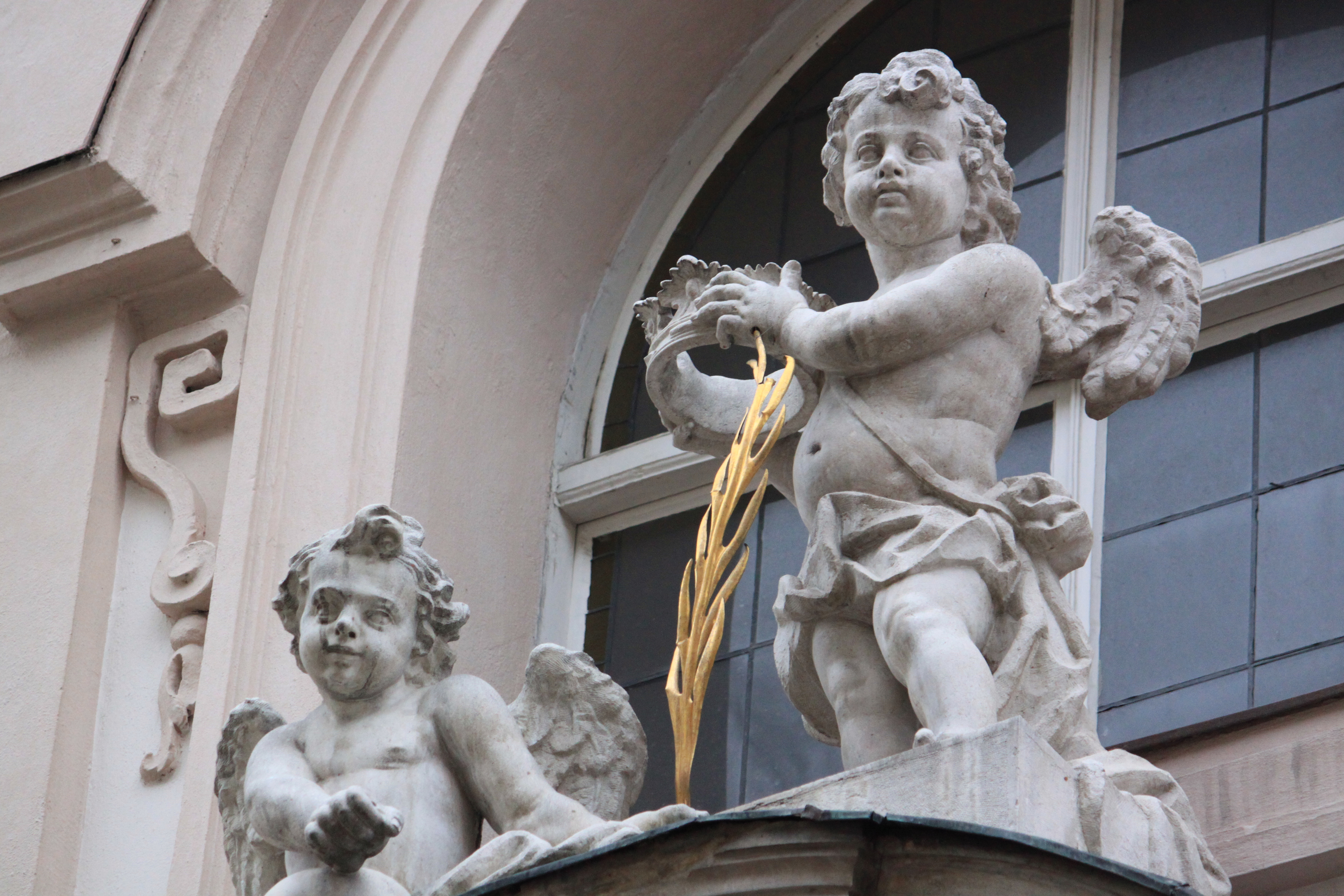
Engel
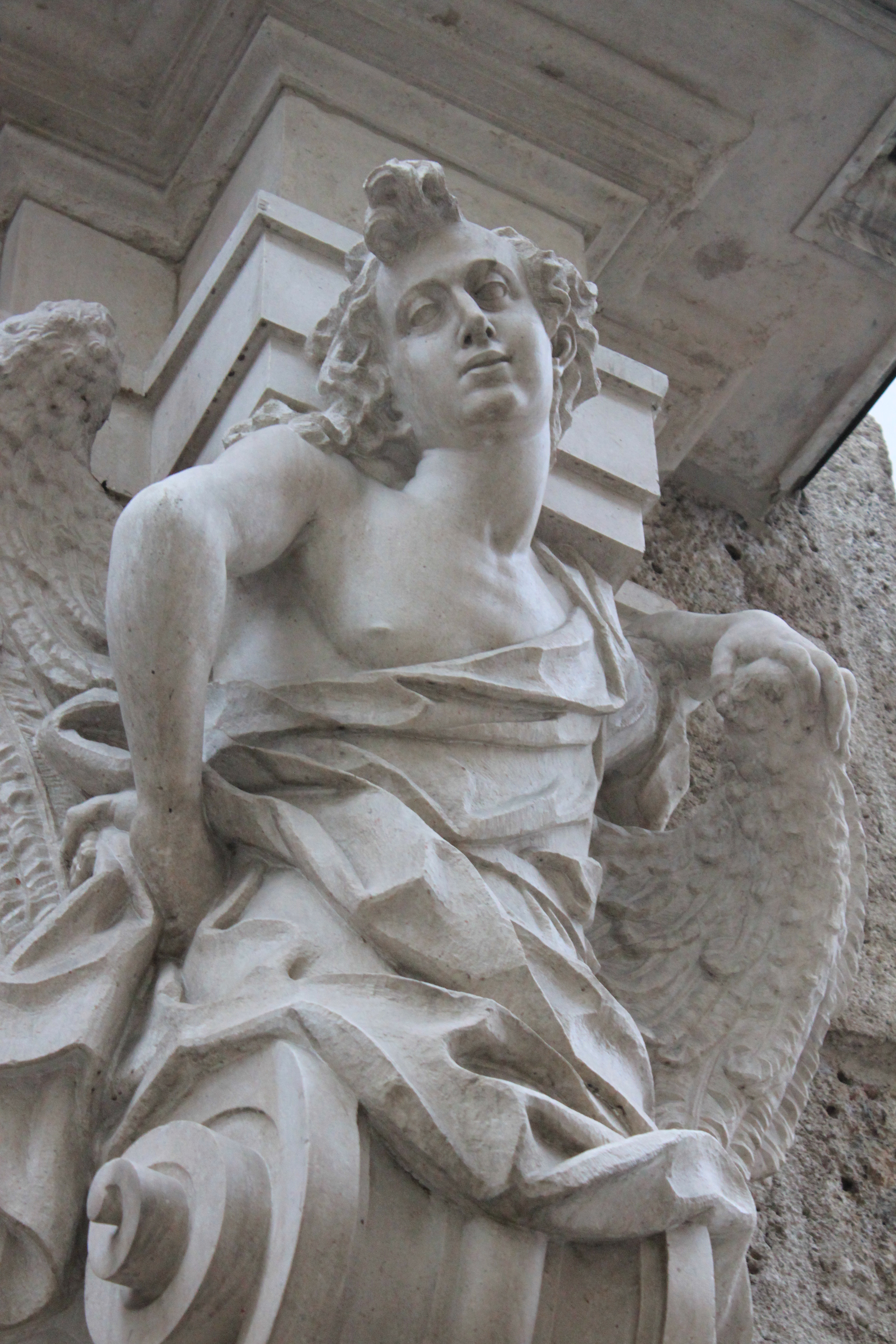
Rechts oben